# 386. Infanterie-Division (Wehrmacht)
Die 386. Infanterie-Division war eine deutsche Infanteriedivision im Zweiten Weltkrieg.

## Divisionsgeschichte

### 386. Infanterie-Division
Die Division wurde am 1. April 1940 im Rahmen der 9. Aufstellungswelle als Landesschützen-Division im Generalgouvernement Polen bei Oberost (Generalabschnitt Mitte) aus älteren Reservistenjahrgängen aufgestellt. Hierfür wurde der Stab der Oberfeldkommandantur 530 (Warschau) herangezogen. Friedensstandort war Cottbus im Wehrkreis III. Bis Mai 1940 blieb die Division bei Oberost und kam dann im Juni zum Generalquartiermeister in die Heimat. Von Juli 1940, nach dem französischen Waffenstillstand Ende Juni 1940, an war die Division dem Befehlshaber der Ersatztruppen im Wehrkreis III zur Auflösung unterstellt.
Anfang Juni 1940 wurden aus den Infanterie-Regimentern die 16. Feldrekruten-Kompanien herausgelöst und zu einer Abteilung zusammengefasst, welche dem Kommandeur der Ersatztruppen 300 zugeteilt wurde. Am 13. August 1940 wurde die Division durch den Wehrkreis III aufgelöst. Die sieben ehemaligen Landesschützen-Bataillonen wurde zu eigenständigen Heimatwach-Bataillone im Wehrkreis III zusammengefasst. Am 1. Januar 1941 wurden diese in Landesschützen-Bataillone 343 bis 345 (aus dem ehemaligen Infanterie-Regiment 656), 346 bis 348 (aus dem ehemaligen Infanterie-Regiment 657) und 349 (aus der ehemaligen III./Infanterie-Regiment 656) umbenannt.

### 386. Infanterie-Division (mot.)
Am 25. November 1942 wurde erneut, nun als motorisierte, 386. Infanterie-Division im Wehrkreis III aus verschiedenen östlichen Wehrkreisen aufgestellt. Friedensstandort war Frankfurt an der Oder (Wehrkreis III).
Die Division wurde Anfang 1943 nach Westen zur Verfügung der Heeresgruppe D verlegt. Hier wurde die Division am 1. März 1943 zur erneuten Aufstellung der bei Stalingrad vernichteten 3. Infanterie-Division (mot.) herangezogen.
Divisionskommandeur war der Oberst/Generalmajor Kurt Jesser.

## Gliederung
386. Infanterie-Division
- Infanterie-Regiment 656 I.–III. aus dem Stab der Feldkommandantur 530 und den Landesschützen-Bataillonen IV./III, IX./III und XV./III
- Infanterie-Regiment 657 I.–III. aus dem Stab des Landesschützen-Regiments I./XII und den Landesschützen-Bataillonen IV./XII, V./XII und VII./XII
- Infanterie-Regiment 658 I.–III. aus dem Stab des Stellungsabschnitts 128 mit I./128 und II./128 und dem Landesschützen-Bataillon XIII./XIII
- Aufklärungs-Schwadron
- Divisions-Batterie 386
- Nachrichten-Kompanien 386

386. Infanterie-Division (mot.)
- Grenadier-Regiment 149 (mot.) I.–III. aus Wehrkreis III, VIII, XVII, XX; wird nach der Auflösung der Division Grenadier-Regiment 8
- Panzergrenadier-Regiment 153 I.–III. aus Wehrkreis I, II, III, VIII, XVII; wird nach der Auflösung der Division Grenadier-Regiment 29
- Panzer-Abteilung 386; wird nach der Auflösung der Division Panzer-Abteilung 103
- Kradschützen-Bataillon 386; wird nach der Auflösung der Division Panzeraufklärungs-Abteilung 53
- Artillerie-Regiment 386 I.–II.; wird nach der Auflösung der Division Stab und II./Artillerie-Regiment 3 und Heeres-Flakartillerie-Abteilung 312
- Divisions-Einheiten 386; wird nach der Auflösung der Division Divisions-Einheiten 3